# Bruine struiksluiper
De bruine struiksluiper (Origma murina synoniem: Crateroscelis murina) is een zangvogel uit de familie Acanthizidae (Australische zangers).

## Verspreiding en leefgebied
Deze soort is endemisch in Nieuw-Guinea en telt vier ondersoorten:
- O. m. murina: Salawati (West-Papoea) en het eiland Japen (Papoea) en de laaglanden in het noorden van het hele hoofdeiland Nieuw-Guinea.
- O. m. monacha: Aru-eilanden (Molukken).
- O. m. pallida: het zuidelijke deel van het hoofdeiland Nieuw-Guinea.
- O. m. capitalis: Waigeo, Batanta en Misool (West-Papoea).

## Status
De grootte van de populatie is niet gekwantificeerd maar de soort wordt omschreven als algemeen tot zeer algemeen. Op de Rode lijst van de IUCN heeft deze soort de status niet bedreigd.